# Nyschnje Selyschtsche
Nyschnje Selyschtsche (ukrainisch Нижнє Селище; russisch Нижнее Селище Nischneje Selischtsche, ungarisch Alsószeliscse; slowakisch Nižné Selište) ist ein Dorf in der ukrainischen Oblast Transkarpatien.

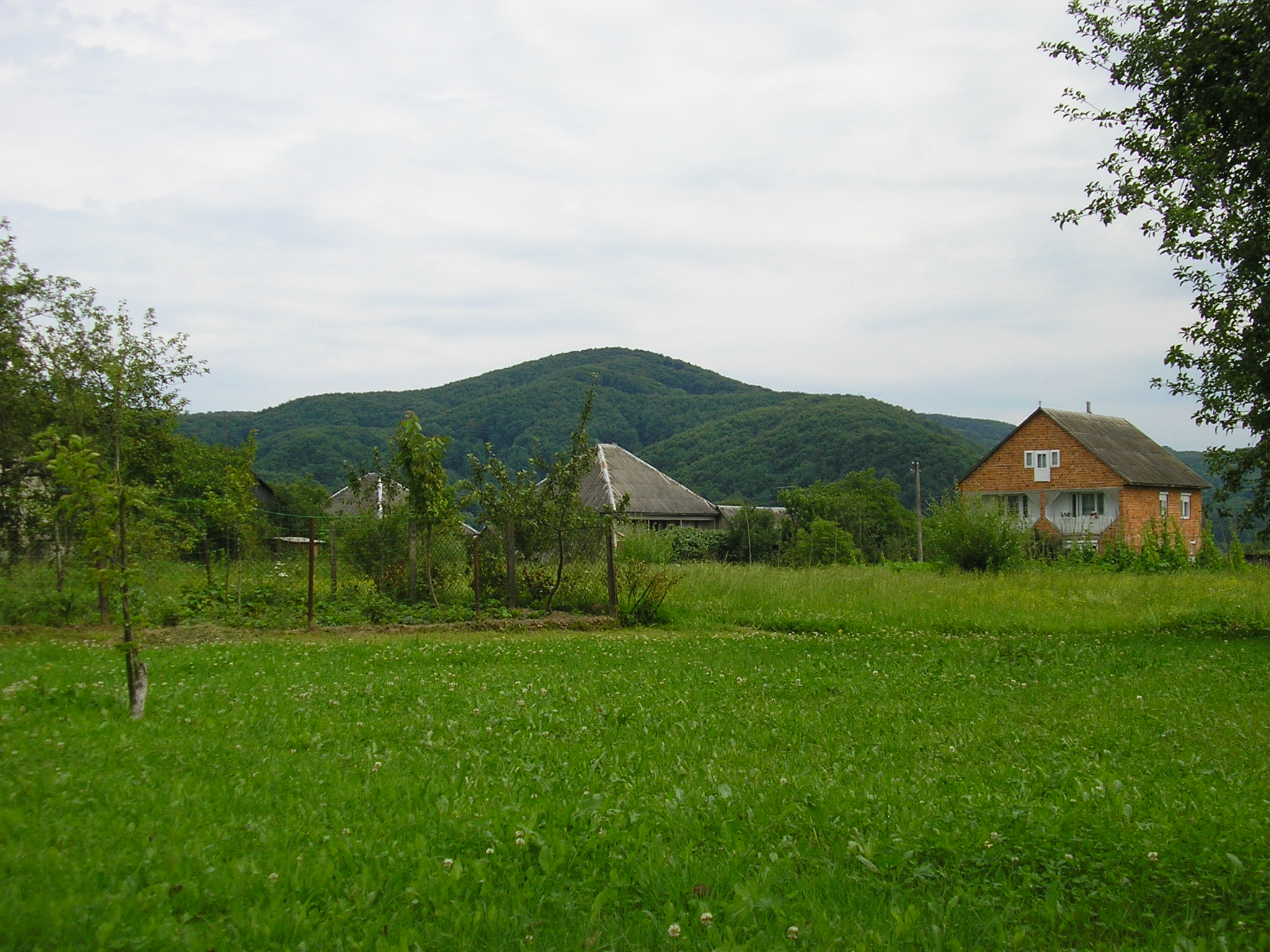
Nyschnje Selyschtsche

## Lage
Nyschnje Selyschtsche liegt im Nordosten der Rajonshauptstadt Chust im Rika-Tal, zwischen Nankowo und Kopaschnowo.
Am 12. Juni 2020 wurde das Dorf ein Teil neu gegründeten Stadtgemeinde Chust im Rajon Chust; bis dahin bildete es die gleichnamige Landratsgemeinde Nyschnje Selyschtsche (Нижньоселищенська сільська рада/Nyschnjoselyschtschenska silska rada).

## Geschichte
Der Name Alsószeliscse wurde erstmals 1455 unter dem Namen Selisthe urkundlich erwähnt. Im Jahr 1485 wurde es Selesthye genannt, 1610 Szylystye, 1659 Szelestye, 1715 Szeliste.
Nyschnje Selyschtsche wurde im frühen 15. Jahrhundert von der Familie Kún aus Rosály besiedelt. Zwischen 1542 und 1600 wechselte die Siedlung unter ungarischen Fürsten.
Im Jahr 1910 waren von den 1754 Einwohnern 23 Ungarn, 205 Deutsche und 1516 Ruthenen. Unter ihnen waren 1541 griechisch-katholisch und 212 jüdisch. Vor dem Vertrag von Trianon gehörte es zum Bezirk Huszt des Komitats Máramaros.
Die 1641 errichtete hölzerne Kirche der heiligen Paraskiva wurde 1937 nach Blansko in Tschechien versetzt.

## Kultur
Die Gruppe Hudaki Village Band kommt aus dem Dorf und ist bekannt für traditionelle Arrangements von karpatischen Volksliedern.
Im Jahr 1995 feierte das Dorf den 540. Jahrestag der ersten Erwähnung seiner Gründung und an diesem Tag wurde das Heimatmuseum „Perlen des Heimatdorfes“ gegründet.
Die landwirtschaftliche Kooperative Longo maï hat seit Anfang der 1990er Jahre eine Niederlassung in dem Dorf. Gemeinsam mit aktiven Dorfbewohnern wurde 1997 der Verein ZAMR gegründet, der Transkarpatische Verein für Lokale Entwicklung. ZAMR engagiert sich durch wirtschaftliche und kulturelle Impulse u. a. durch den Aufbau einer Dorfkäserei, Wiederinbetriebnahme des Jugend- und Kulturhauses. Kooperationspartner ist das Gymnasium Muttenz in der Schweiz.

## Persönlichkeiten
- Dovganych Omelyan Dmytrovych (1930–2009), ukrainischer Historiker, Journalist, Verleger, Hochschullehrer
- Ivan Petrovych Yurishynets (1935–2011), ukrainischer Philosoph